# Rhabdogaster zilla
Rhabdogaster zilla là một loài ruồi trong họ Asilidae. Rhabdogaster zilla được Londt miêu tả năm 2006. Loài này phân bố ở vùng nhiệt đới châu Phi.